# Steenbeitel

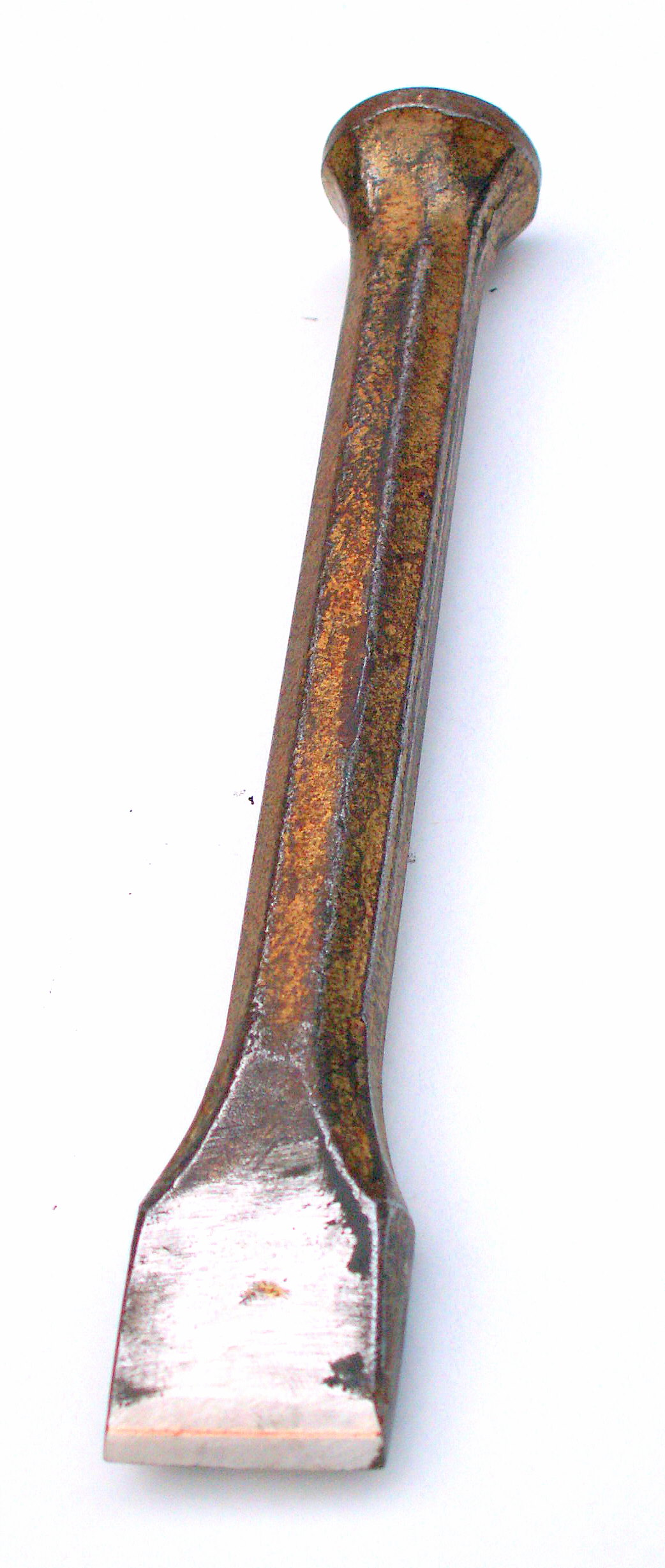
Een bordijzer met Widia snijvlak en klopperkop

Een steenbeitel is een stuk gereedschap dat door slopers, steenhouwers en steenbeeldhouwers in combinatie met een hamer, klopper of vuist wordt gebruikt om natuursteen, baksteen of beton te bewerken. Het zijn over het algemeen langwerpige stalen beitels, bedoeld om stukken steen of beton te verwijderen of te klieven. Er zijn verschillende typen, in te delen naar gebruik: voor sloop, voor steenbewerking of voor steenklieven. Anders dan bij een houtbeitel is een steenbeitel doorgaans aan beide zijden geslepen, een enkele uitzondering bij beitels voor zeer zachte steensoorten daargelaten.

## Sloopwerkzaamheden
Sloopbeitels, ook wel koudbeitels (afb.1), worden gebruikt voor sloopwerkzaamheden in bijvoorbeeld beton en baksteen. Er zijn ook specifieke beitels voor elektrisch of pneumatisch aangedreven sloophamers. Deze kunnen ook gebruikt worden in combinatie met een boorhamer.

## Mergel
Voor het bewerken van mergel worden over het algemeen gewone houtbeitels en -gutsen gebruikt, naast andere gereedschappen zoals de mergelkam (afb.3), de steenzaag en de kettingzaag.

## Zachte kalksteensoorten
Met name in Frankrijk wordt door steenhouwers veel gewerkt met gesmede beitels met een houten hecht, vrij scherp geslepen met een lange vouw (geslepen zijde) (afb. 2). Deze zijn er in vlakke, getande en zelfs gutsvormige versies. Hierop wordt meestal geslagen met een houten klopper, maar omdat de steen niet al te hard is, kan het ook met een stalen vuist. Deze beitels zijn aan twee zijden geslepen. De gutsen zijn, net als bij houtgutsen, alleen aan de buitenzijde geslepen. In Nederland worden deze kalksteenbeitels niet of vrijwel niet gebruikt.

## Beitels voor hardere steensoorten
Vóór de twintigste eeuw waren steenhouwers- en beeldhouwbeitels altijd uit één materiaal vervaardigd, maar met name sinds de jaren zeventig van de twintigste eeuw wordt veel gewerkt met steenbeitels die een gesoldeerd inzetstuk van Widia (wolfraamcarbide) hebben. Dit maakt dat de beitels veel minder snel slijten, al zijn ze wel gevoeliger voor breuk door te hard slaan, met name als er een stalen moker of vuist gebruikt wordt.
Typen steenbeitels:
- een platte beitel (afb.4) wordt gebruikt voor vormgeving, letterhakken en vlak hakken.Het is de meest gebruikte beitel.
  - een letterbeitel (afb.5) voor letters en fijn werk, aan te drijven met een letterhamer
  - een bordijzer om vlak te hakken met een klopper (afb.6)
  - een ceseel idem, maar dan meer dan 3 cm breed. Het ceseel wordt vooral door steenhouwers gebruikt, minder voor beeldhouwwerkzaamheden (afb 7)
- een jop is een zware stompe beitel die in combinatie met een stalen vuist wordt gebruikt om grote schollen steen van een stuk steen te slaan. (afb.8)
- een rondeel is een vlakke steenbeitel waaraan een ronding geslepen is. Enigszins te vergelijken met de guts van de houtsnijder. Meestal met een klopperkop. (afb.9)
- een tandijzer is een vlakke getande beitel. (afb. 10)
- een tandijzerhouder is een stalen beitel met een gleuf waar een los inzetstuk in past. Dit gereedschap wordt veel gebruikt door mensen die niet dagelijks in steen houwen. Bij breuk kan eenvoudig een ander stalen plaatje in de beitel geschoven worden, in plaats van de hele beitel terug te slijpen of te vervangen. In deze houder passen zowel getande als vlakke plaatjes, zodat deze beitel gebruikt kan worden als grof en fijn tandijzer, platte beitel of rondeel.(afb 11)
- een spitsijzer is een puntbeitel, die gebruikt wordt om de grove vorm aan te brengen en om veel steen weg te hakken (ruimen). Deze beitel is vooral een handgereedschap; bij pneumatisch hakken wordt vaker een smalle vlakke beitel gebruikt.(afb. 12)
- een bouchard of stokbeitel (afb. 13) is een vierkante beitel met een platte kop, waarin groeven zijn geslepen zodat er een patroon van piramidevormige tanden op ontstaat. Deze beitel wordt gebruikt om een oppervlakte te vergruizelen en ruwweg te vlakken. Er zijn ook wel ronde bouchardbeitels en voor handmatig gebruik bouchardhamers, met vervangbare kop. Door molenaars worden deze hamers ook wel pletsteenhamer genoemd.
- een riffelijzer lijkt op een bouchardbeitel, maar dan met ribbels in plaats van punten.

Steenbeitels kunnen handmatig, pneumatisch of ook wel elektrisch worden aangedreven, in een boorhamer of drilboor, hoewel deze laatste toepassing eigenlijk alleen voor sloop- en breekwerk voorkomt. Bij het beroepsmatig houwen in natuursteen worden steenbeitels meestal gebruikt in combinatie met een pneumatische hamer.

## Kloofbeitels
Bij het kloven van steen wordt gebruikgemaakt van speciale kloofbeitels. (afb.14) In een blok steen worden op korte, regelmatige afstand gaten geboord. In deze boorgaten worden de kloofbeitels geplaatst. Deze bestaan uit drie delen: twee wigvormige delen, die naar beneden steeds dikker worden, en een wigvormige tussenbeitel. In elk gat wordt een set van deze beitels geplaatst, die vervolgens alle op spanning worden geslagen met een vuist (moker). Door nu steeds heen en weer alle beitels aan te slaan ontstaat er zoveel druk dat de steen langs de richting van de boorgaten splijt. Ook kan met wigvormige metalen beitels de steen gespleten worden zonder te boren.

## Onderhoud
Voor het veilig werken met beitels is het belangrijk goed onderhoud te plegen. De braam die door het slaan met stalen hamers ontstaat, zoals bijvoorbeeld bij de beitels op foto's nr. 4, 8 en 12, moet steeds weggeslepen worden. Deze braam kan kwetsuren veroorzaken, ofwel doordat de beitel bij een gemiste slag de hand bezeert, of doordat er splinters vanaf geslagen worden die in de hand blijven steken. Vaak heeft een grotere steenbeitel een plastic beschermring, die om de bovenkant van de beitel geschoven kan worden, ter bescherming (afb.15).

## Galerij

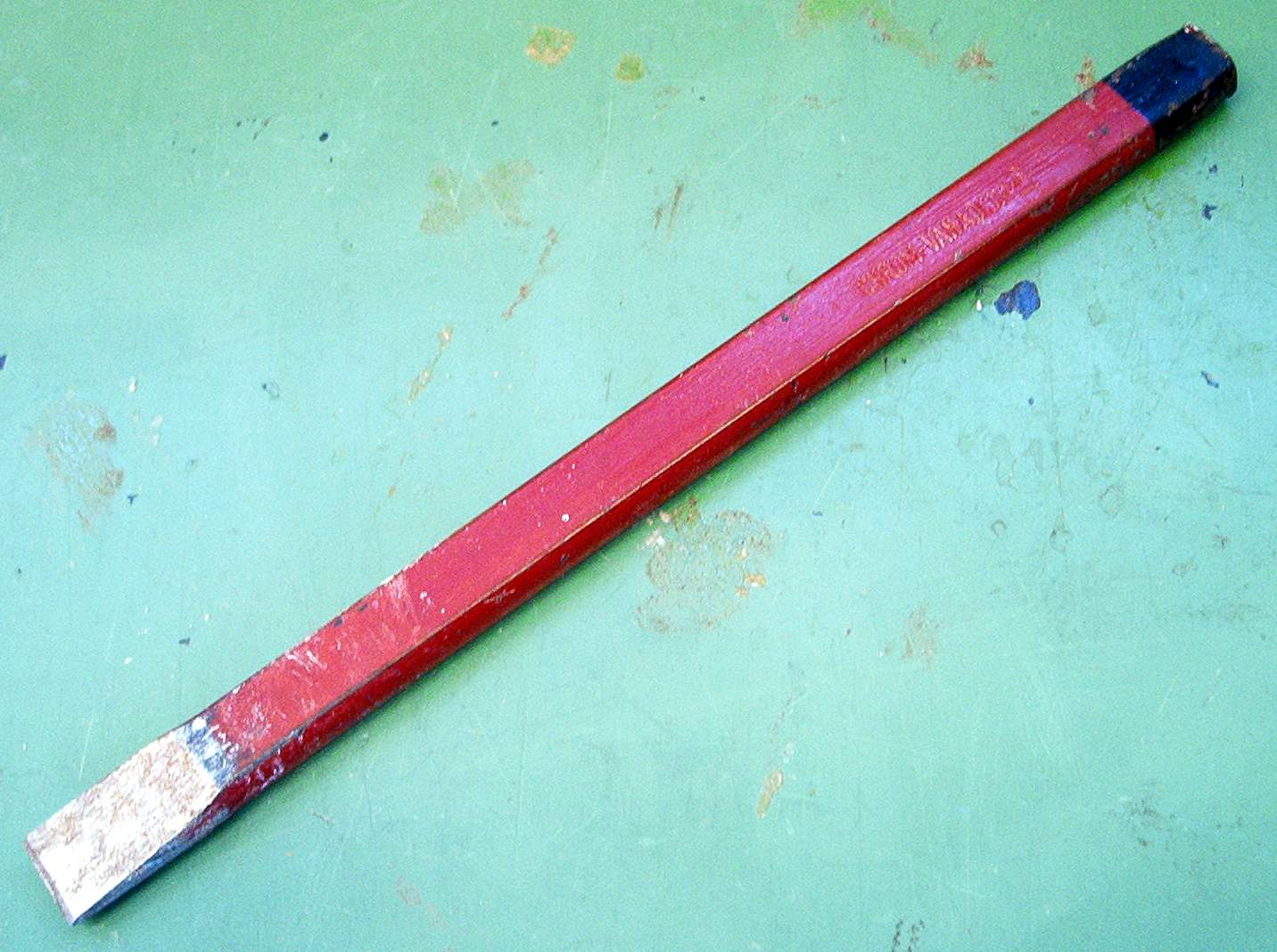
1. Een koudbeitel voor sloopwerkzaamheden
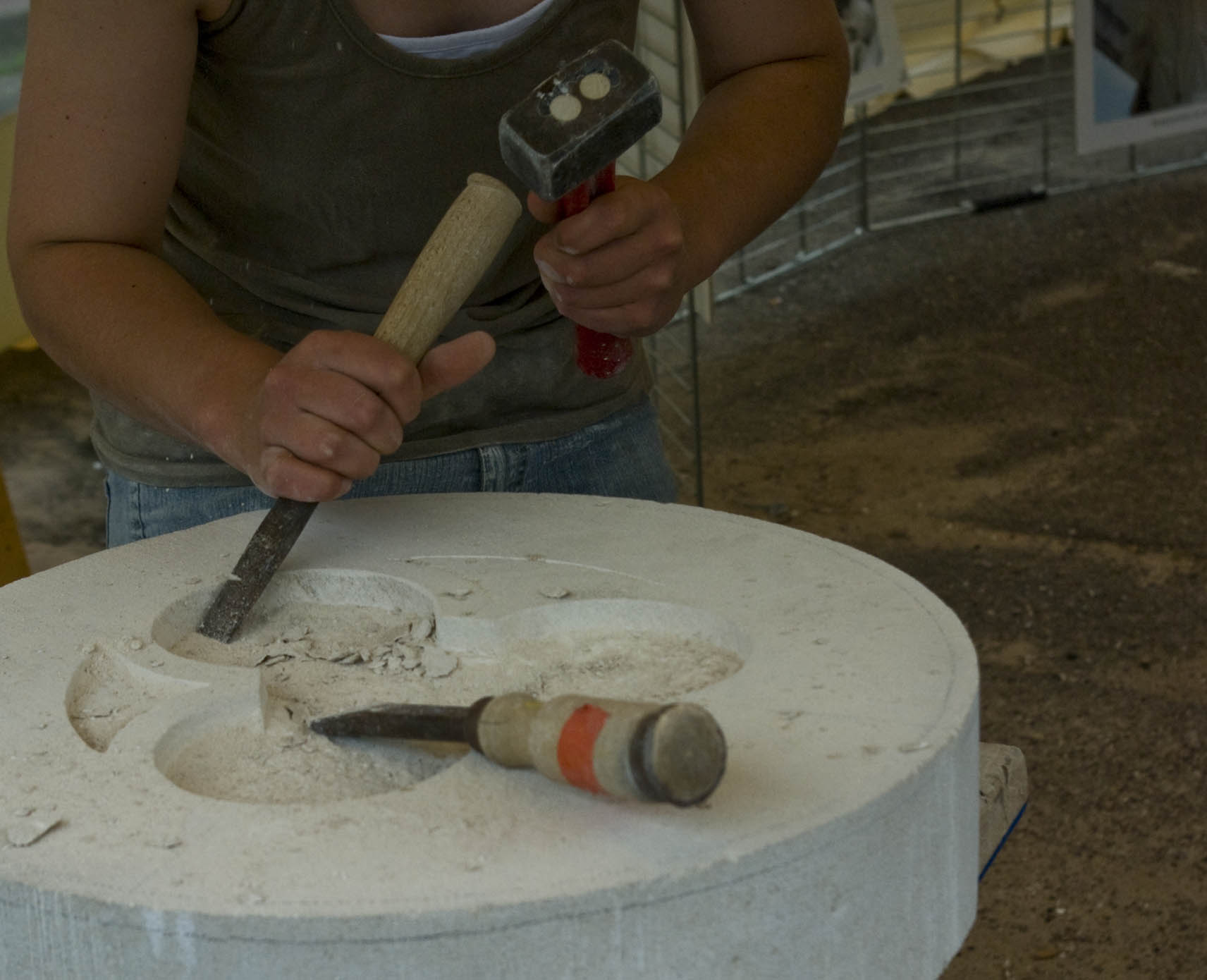
2. Franse steenbeitels met houten hecht
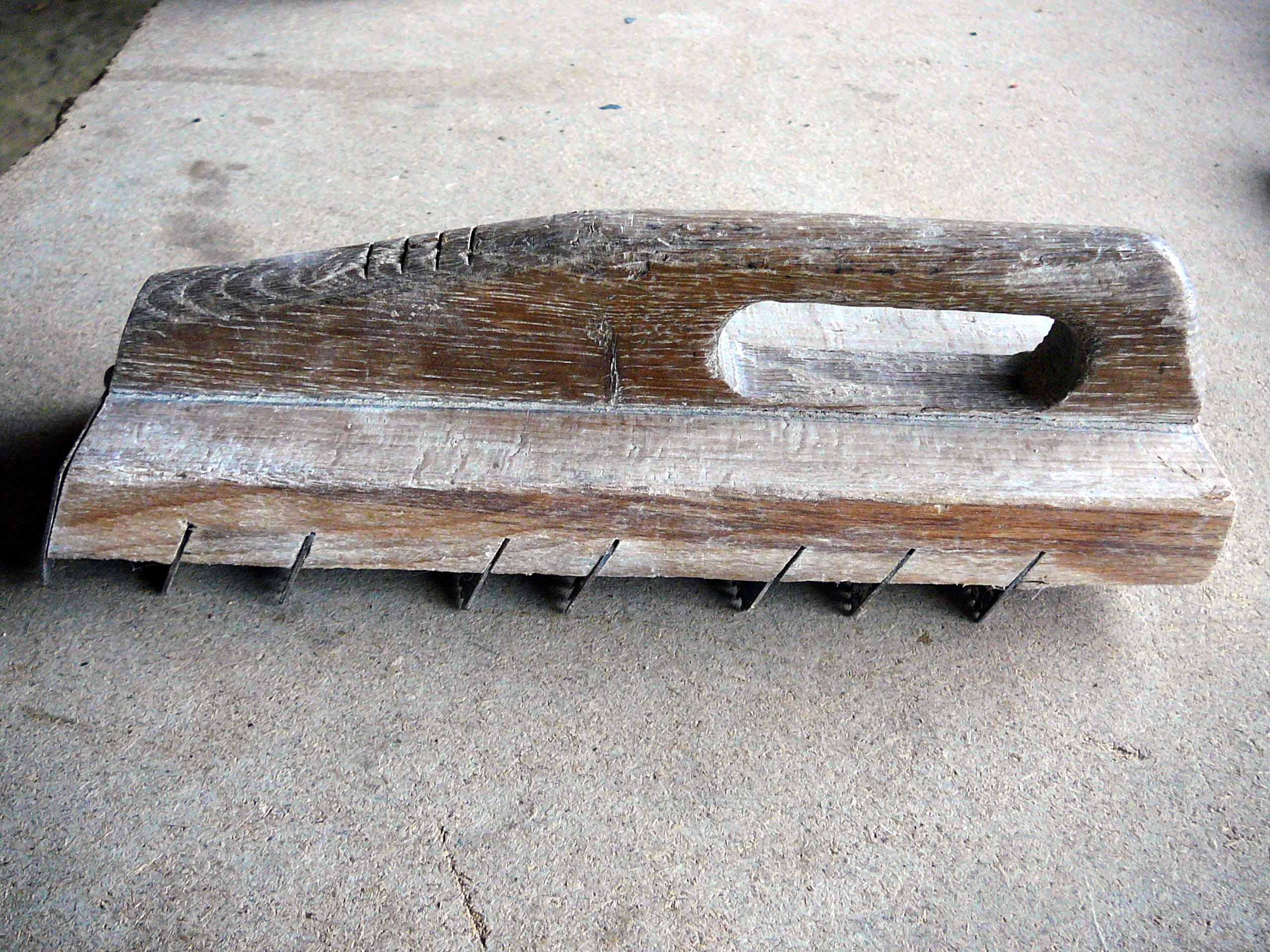
3. Een mergelkam
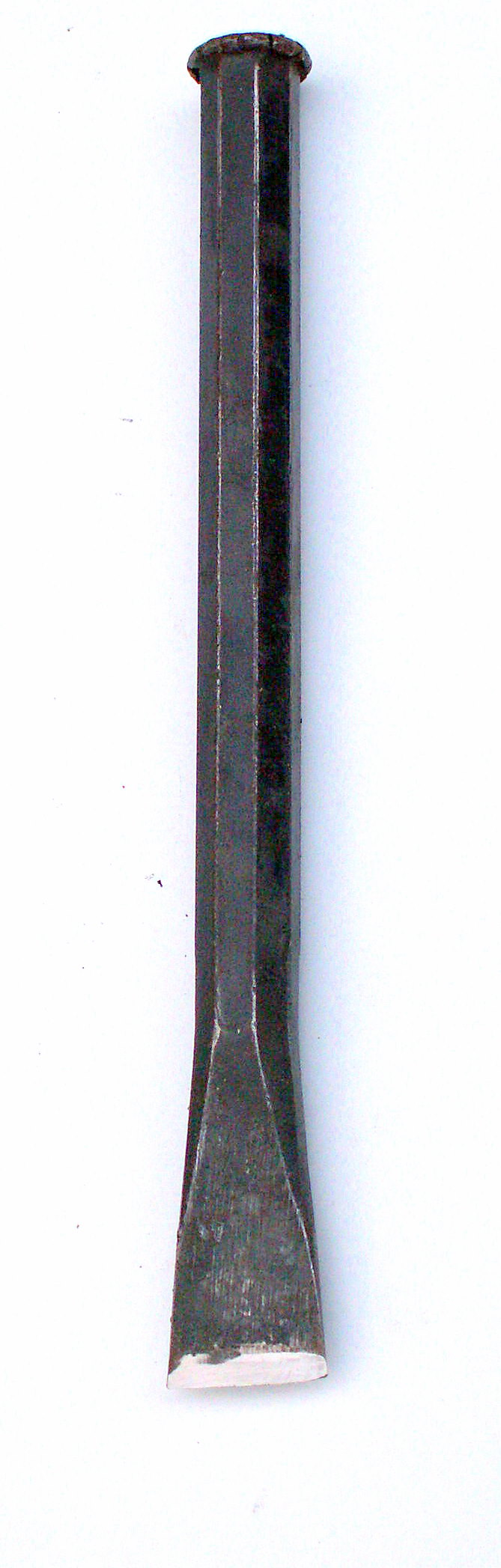
4. Een platte beitel
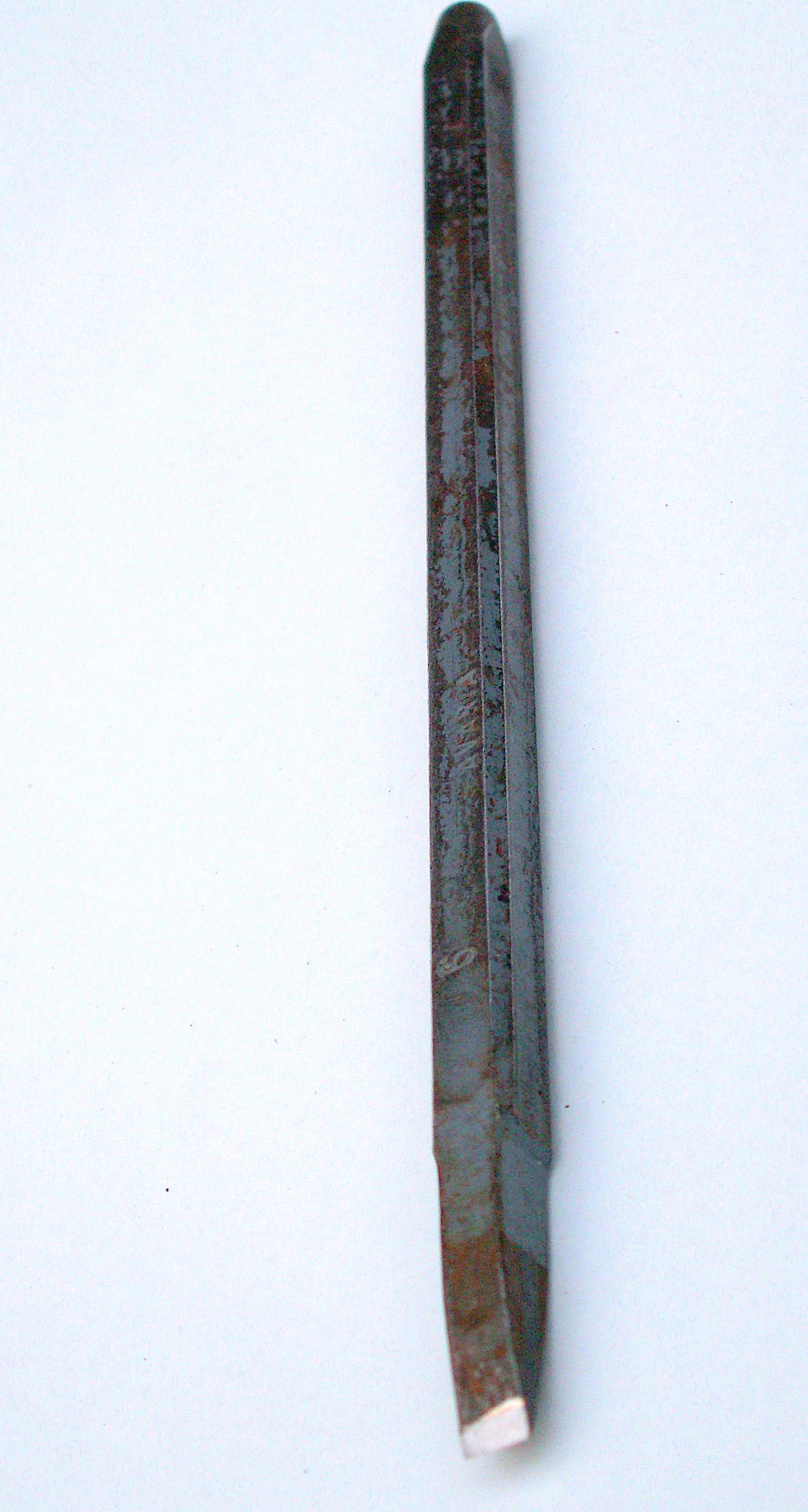
5. Een beitel voor fijn werk en letters, met Widia snijvlak, voor een stalen letterhamer
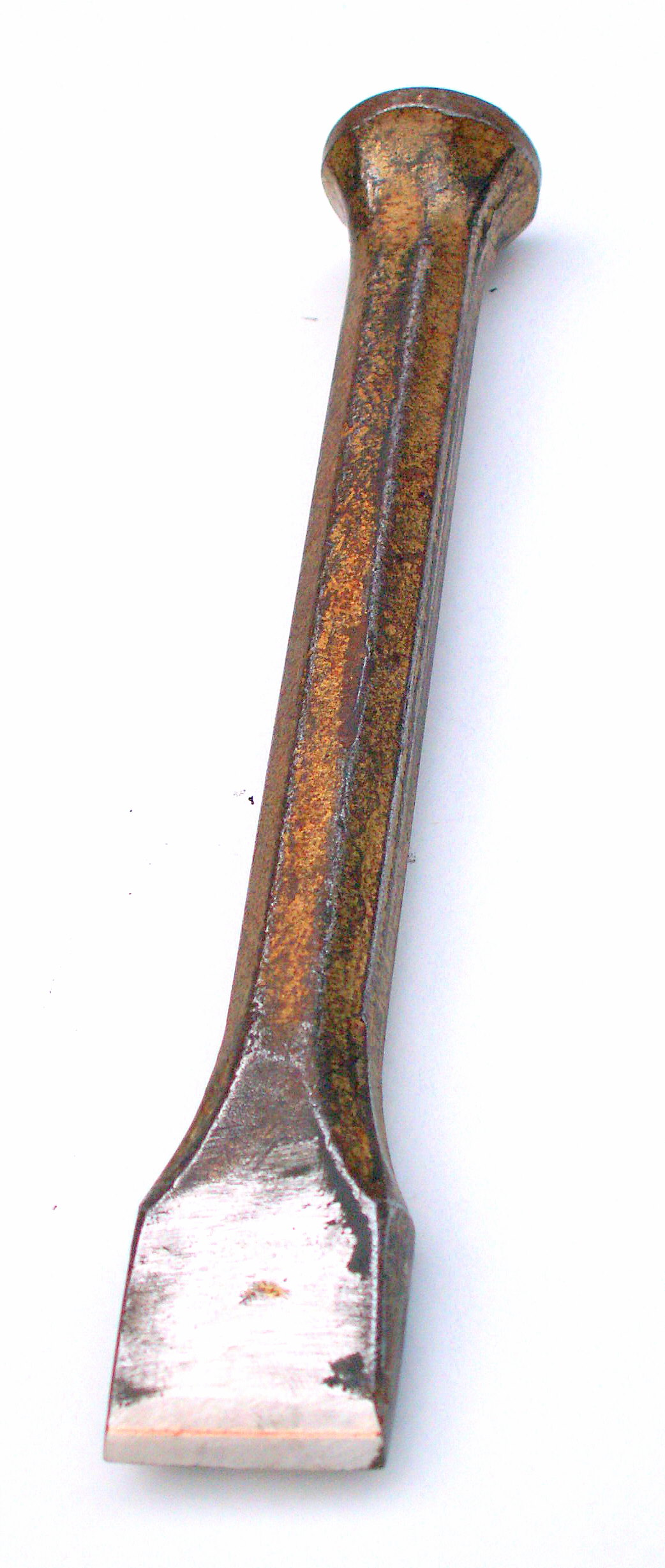
6. Een bordijzer met Widia snijvlak en klopperkop
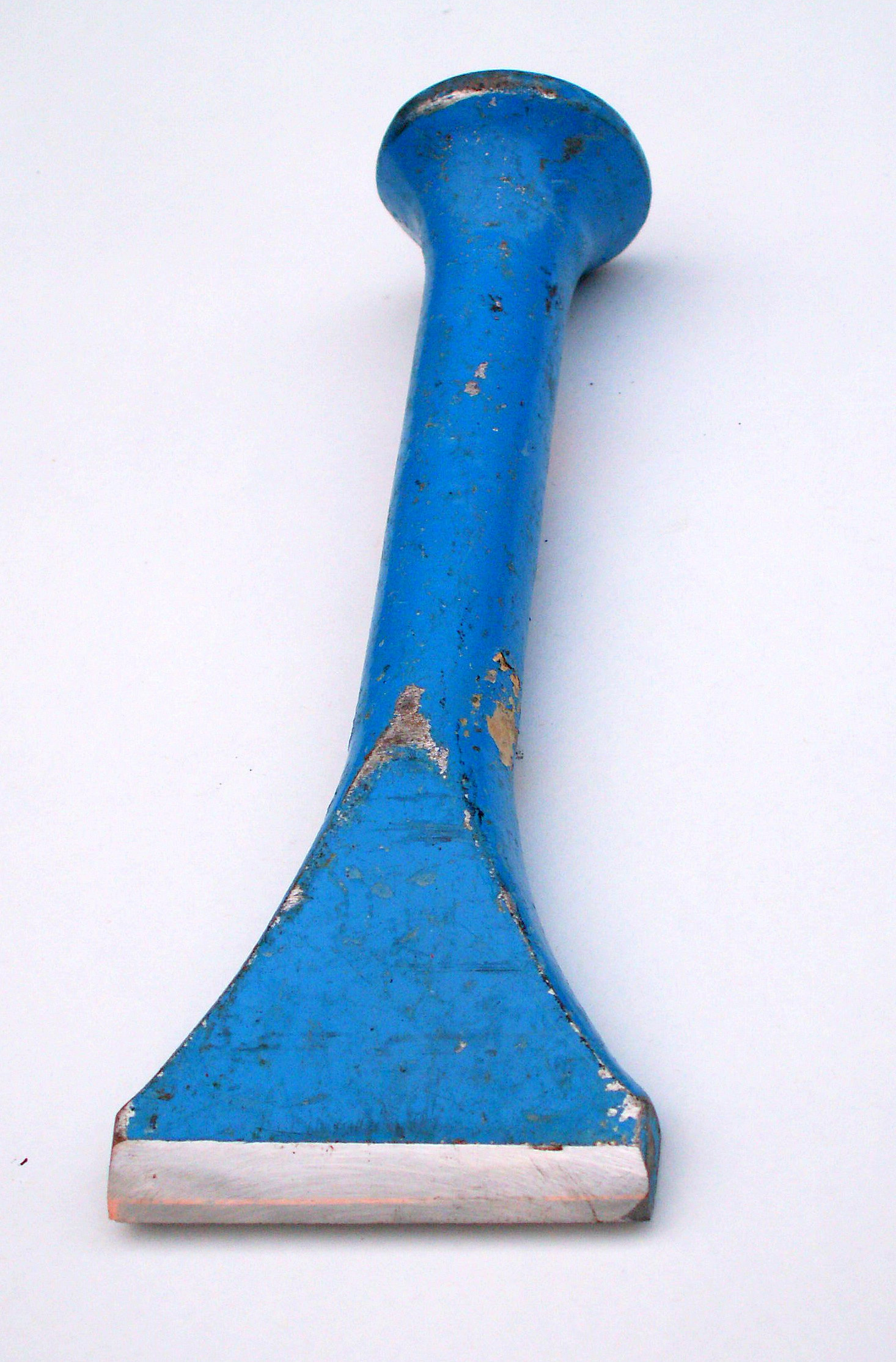
7. Een ceseel met Widia snijvlak en klopperkop
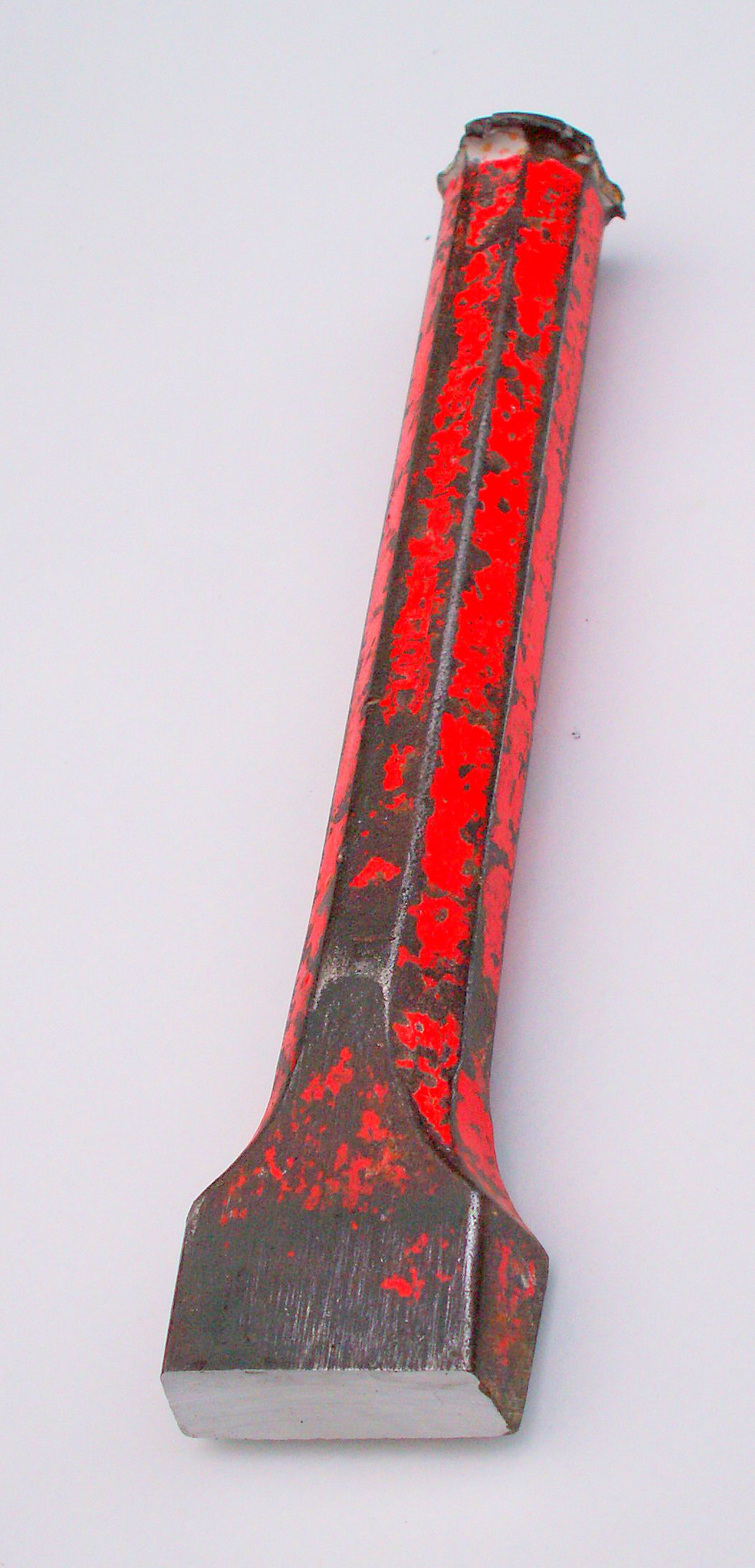
8. Een jop om grote schollen steen mee te verwijderen
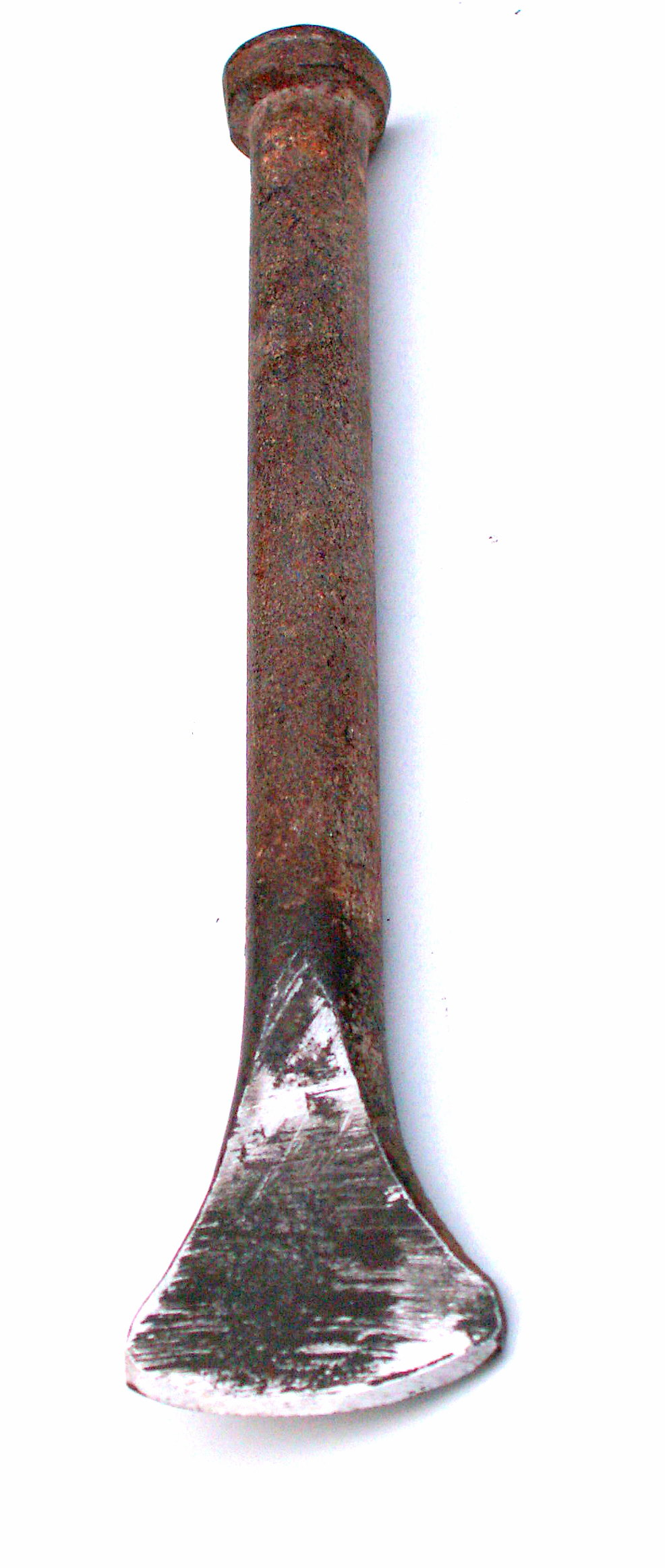
9. Een rondeel met klopperkop
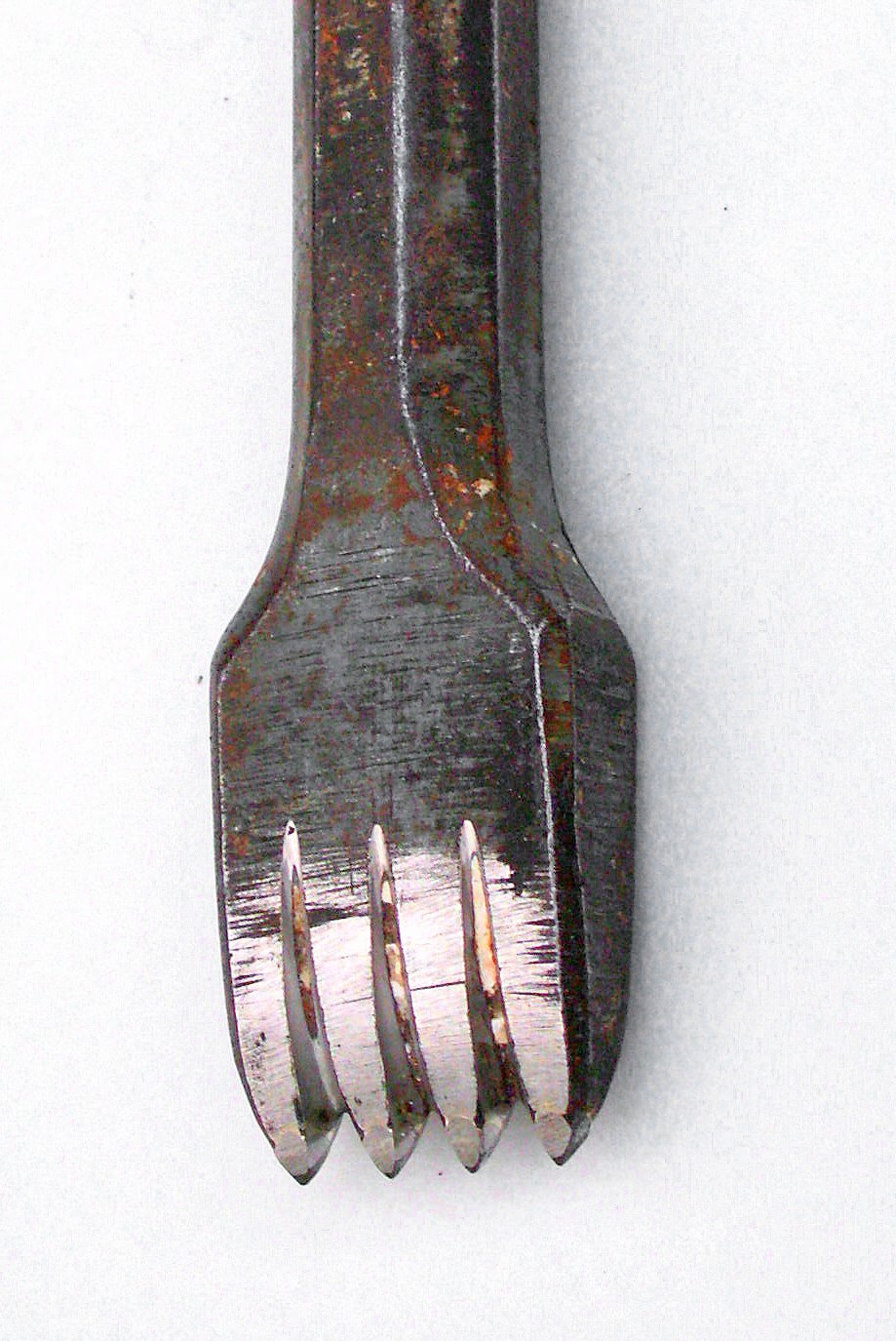
10. Een tandijzer met Widia tanden
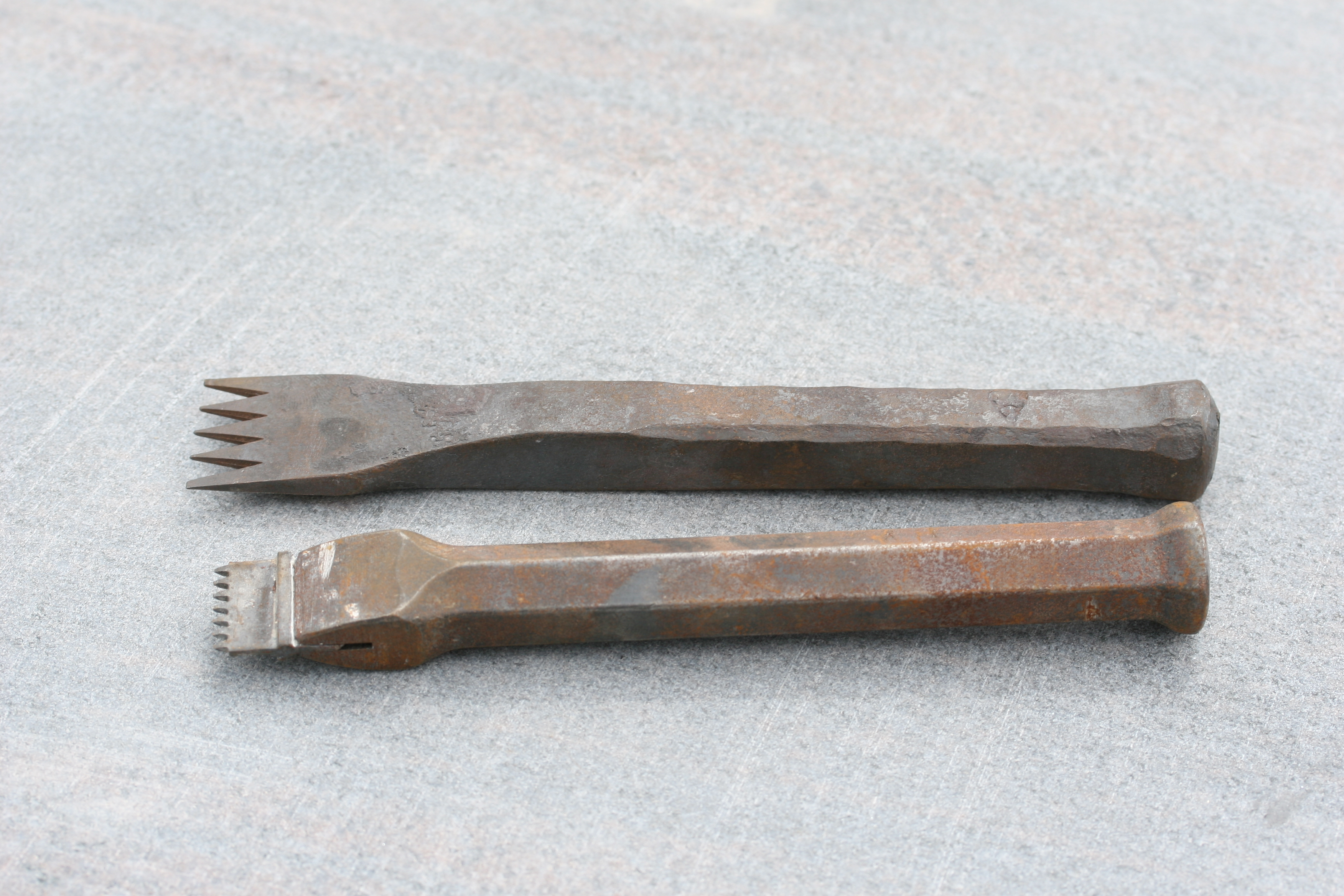
11. Een smeedijzeren tandijzer en een tandijzerhouder met los inzetplaatje
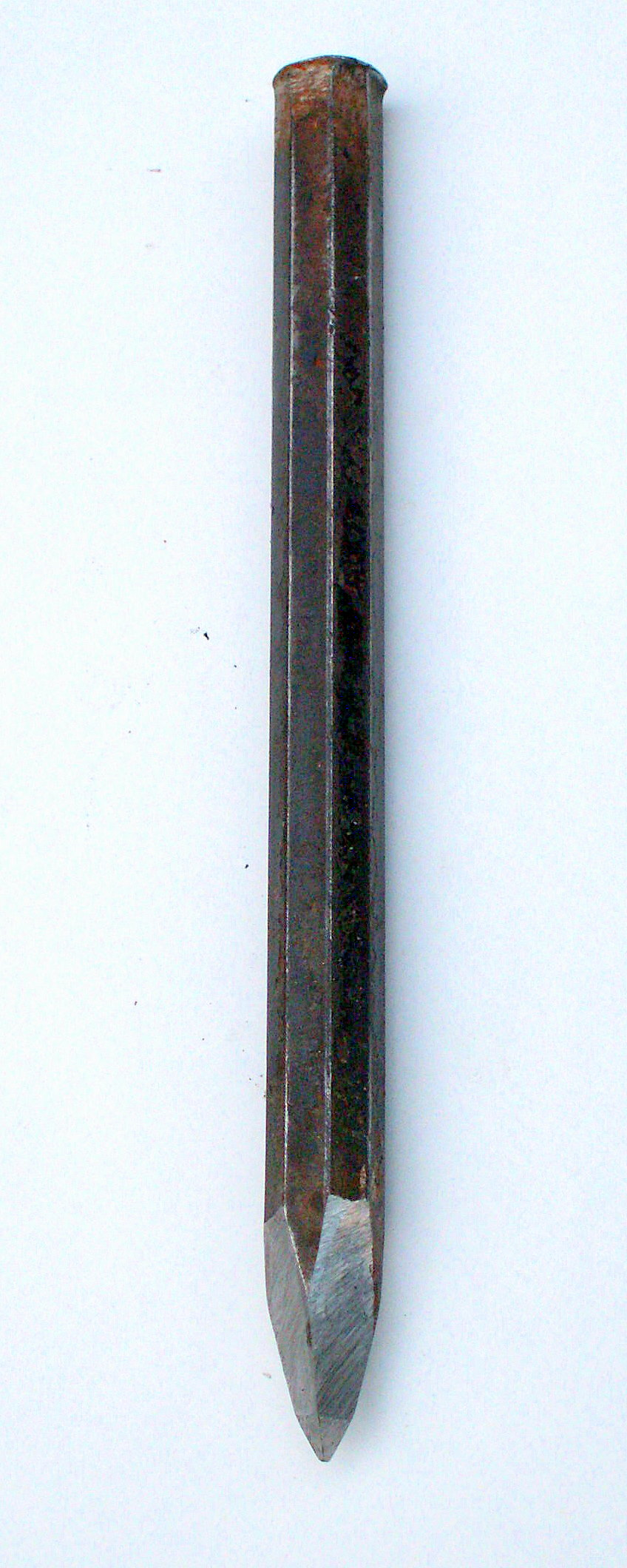
12. Een spitsijzer of puntbeitel
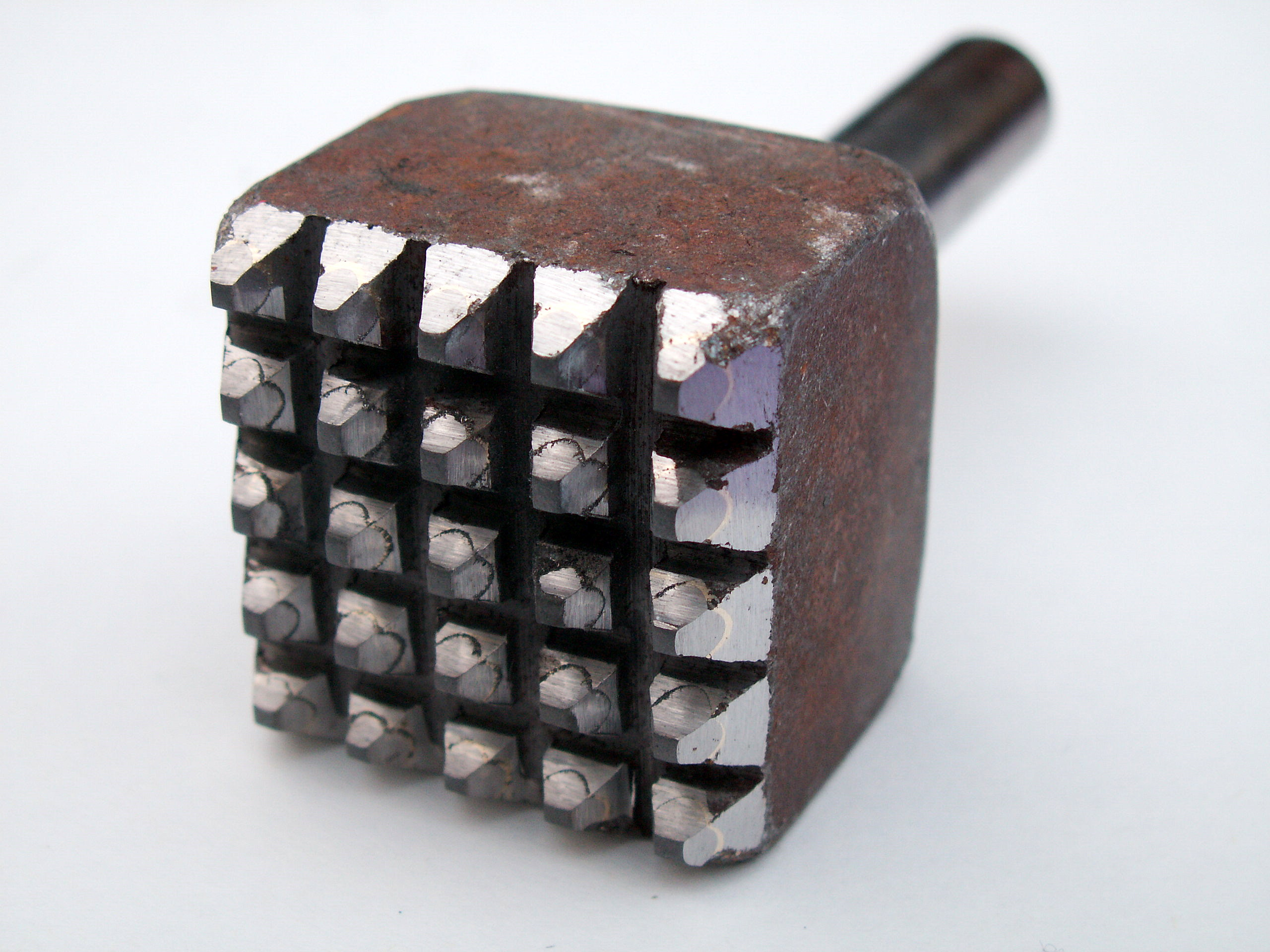
13. Een bouchardbeitel voor een pneumatische hamer, met Widia tanden
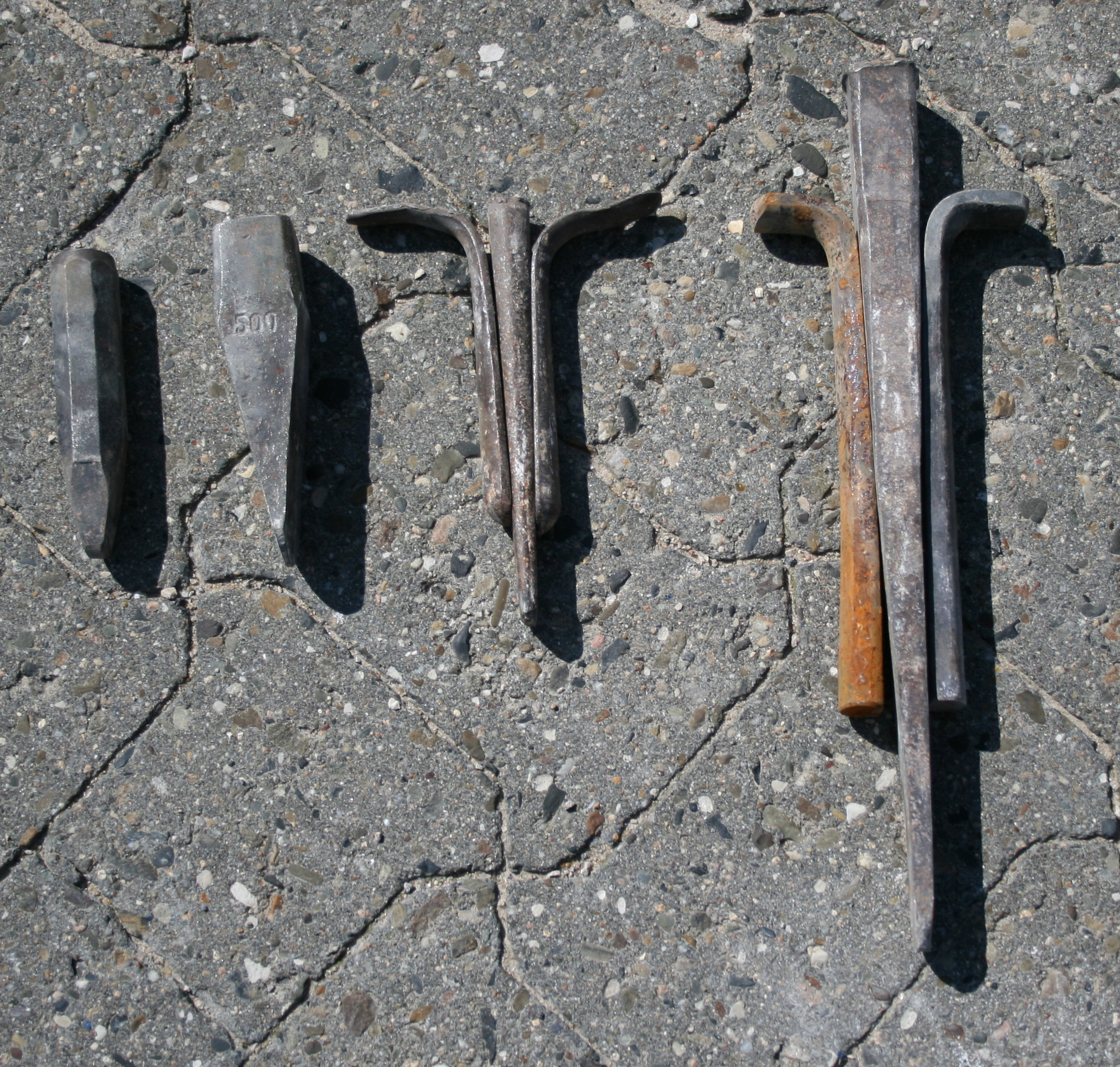
14. Kloofwiggen en kloofbeitels
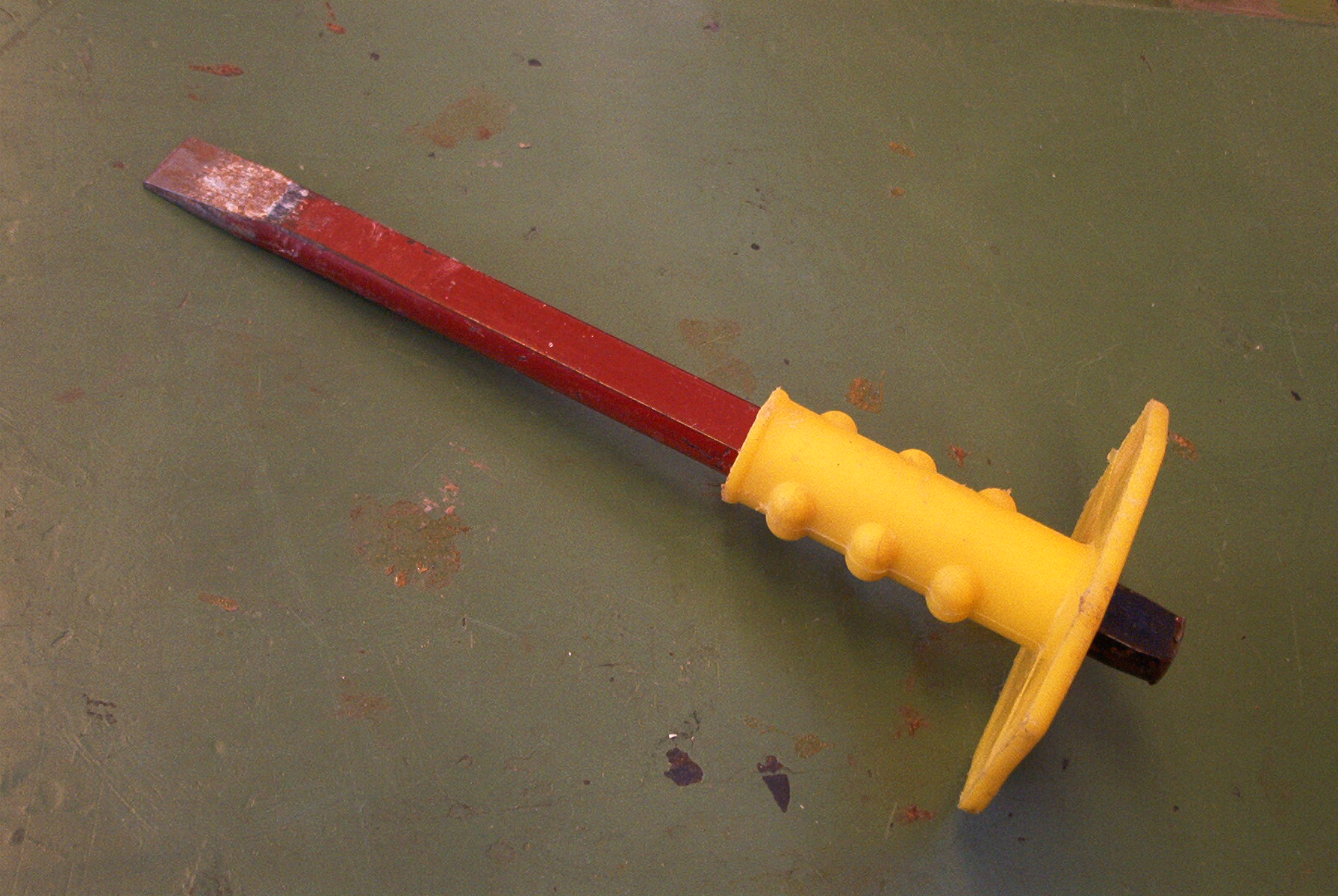
15. Een koudbeitel met kunststof kap ter bescherming van de hand
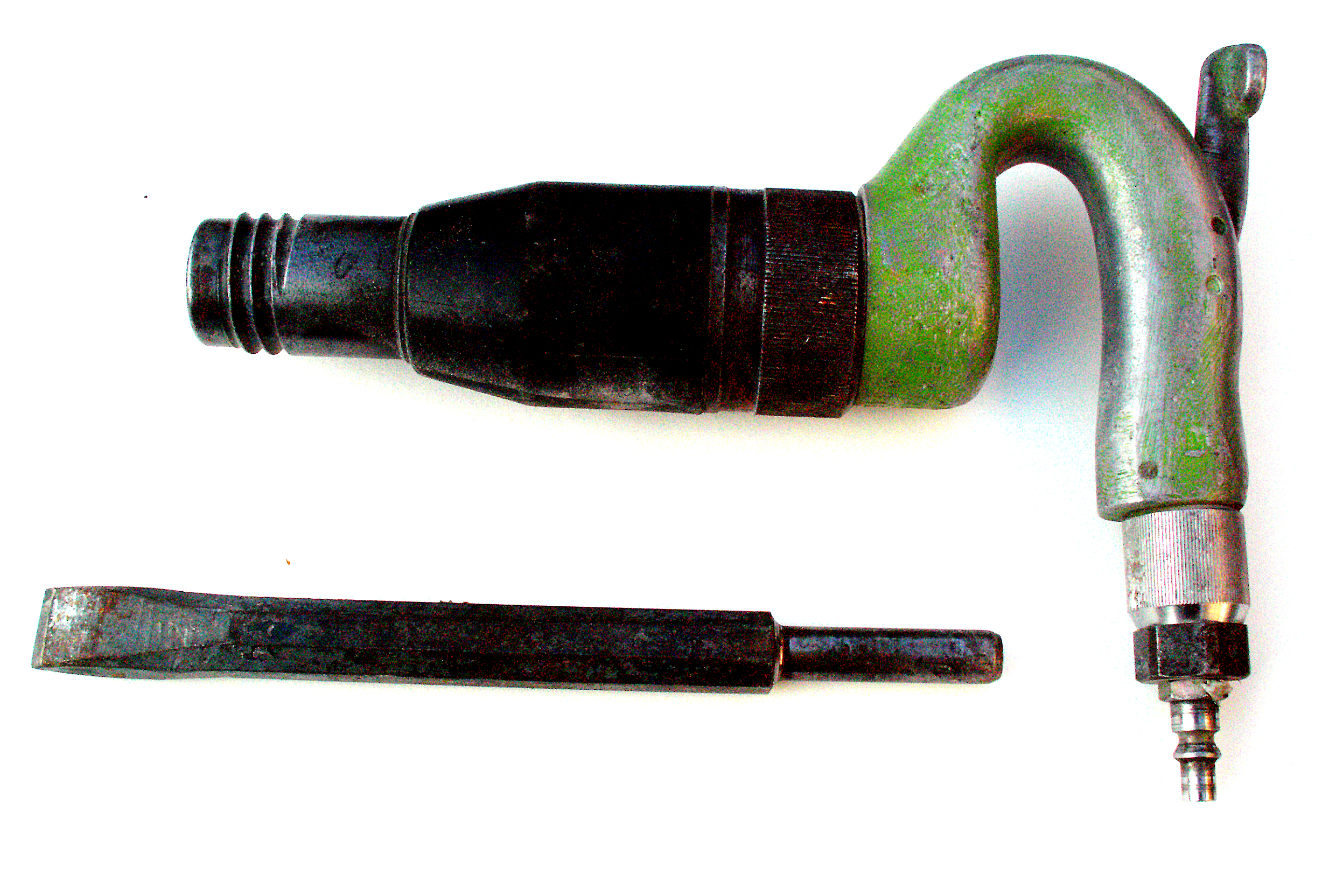
16. Een zware pneumatische hamer met beitel
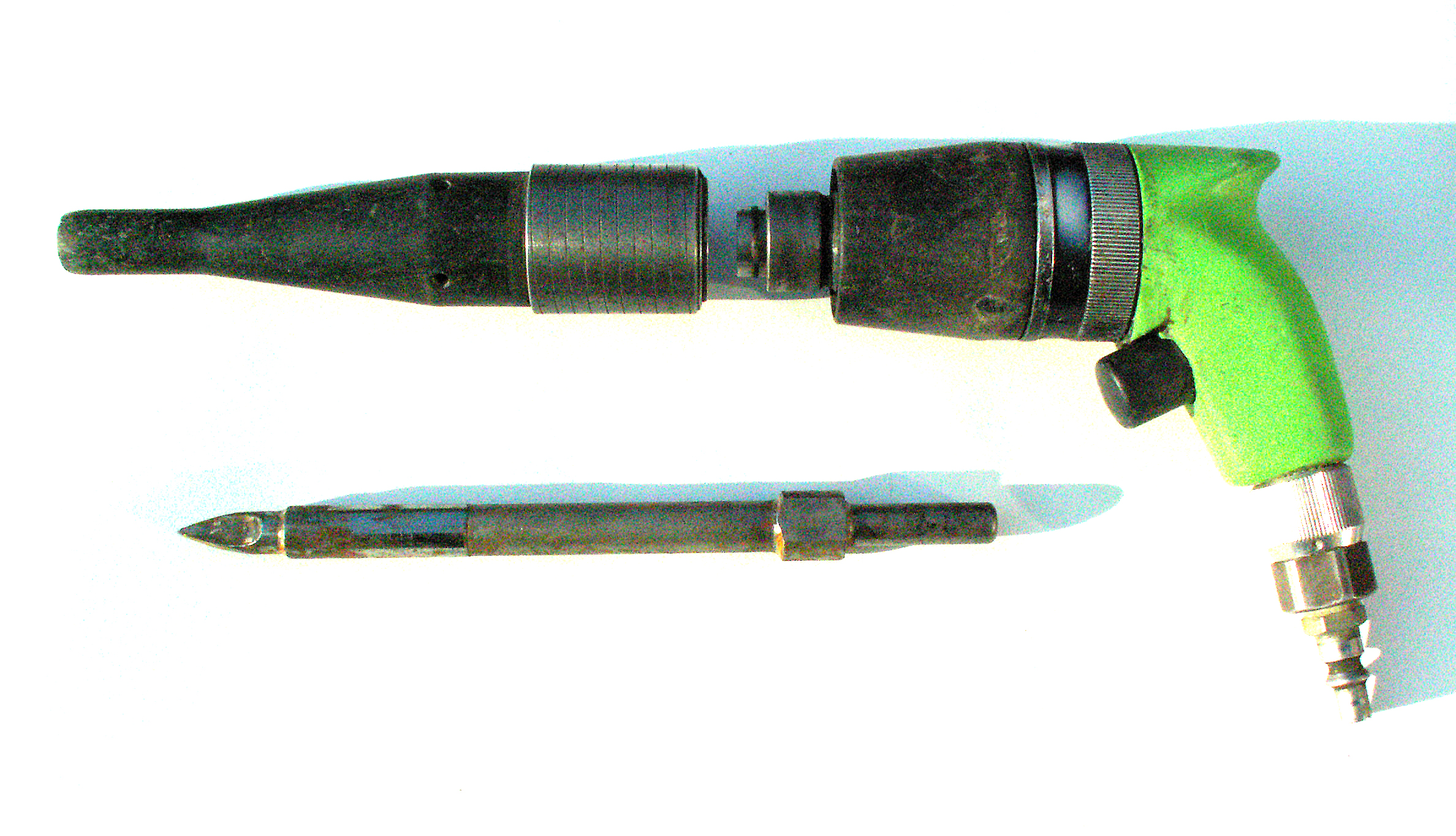
17. Een pneumatische hamer van het pistooltype
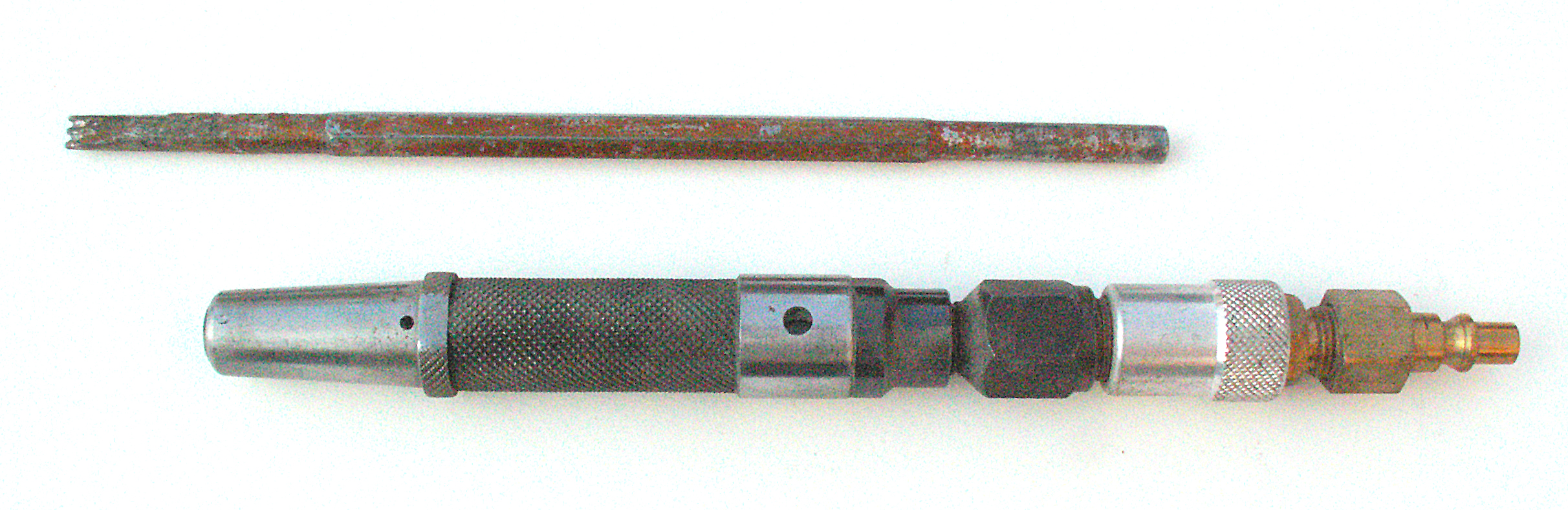
18. Een kleine stifthamer, Italiaans model